# Stipeae (Clade IV A)
Stipeae (Clade IV A) è una denominazione provvisoria per una sottotribù di piante angiosperme monocotiledoni appartenente alla famiglia Poaceae (o Graminaceae, nom. cons.), ordine delle Poales.

## Descrizione

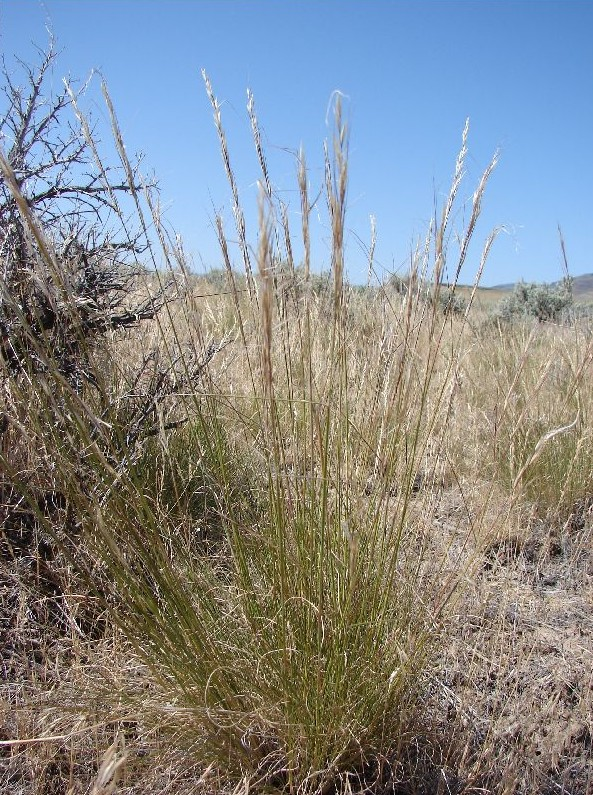
Il portamento
Achnatherum thurberianum

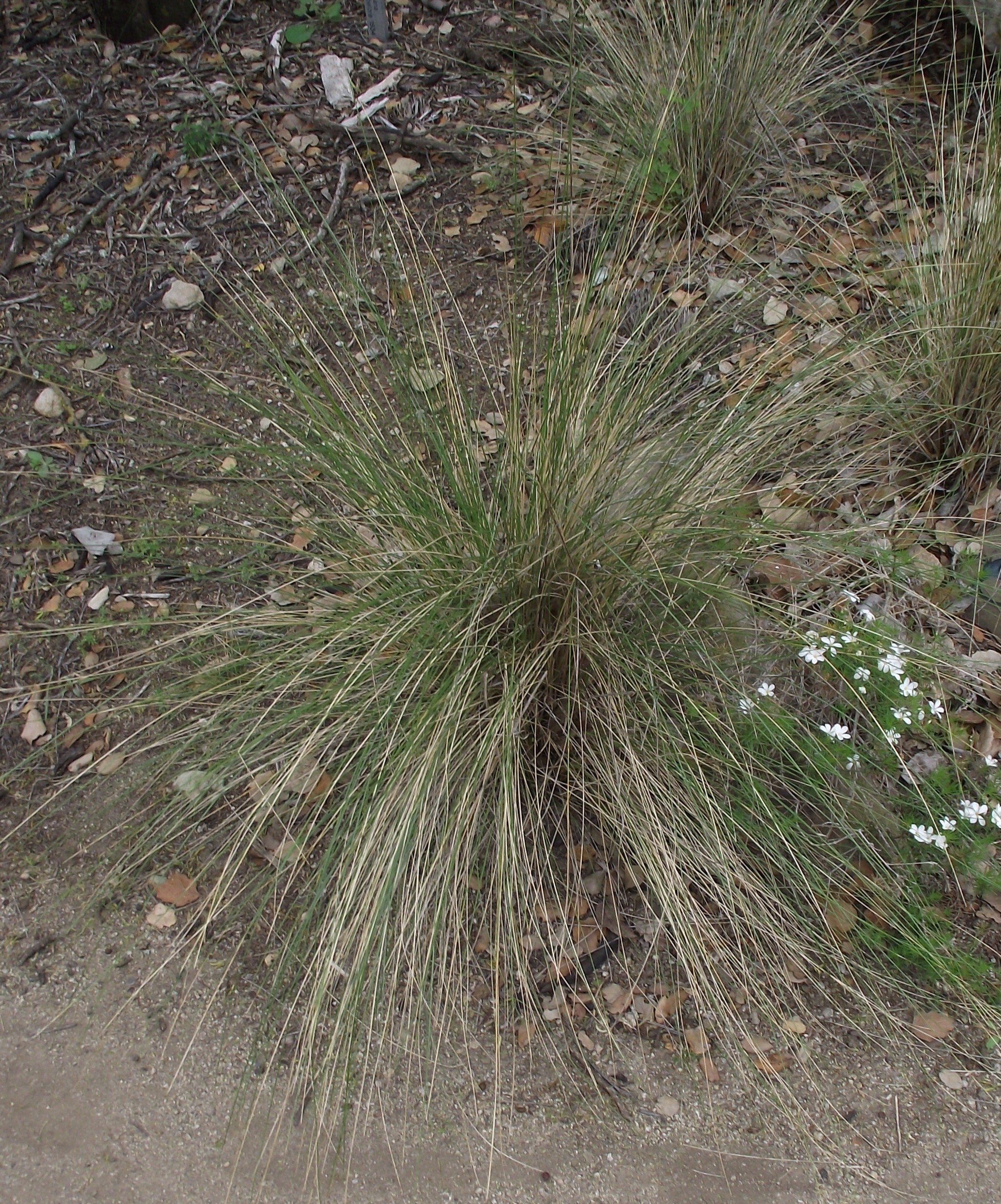
Le foglie
Achnatherum speciosum

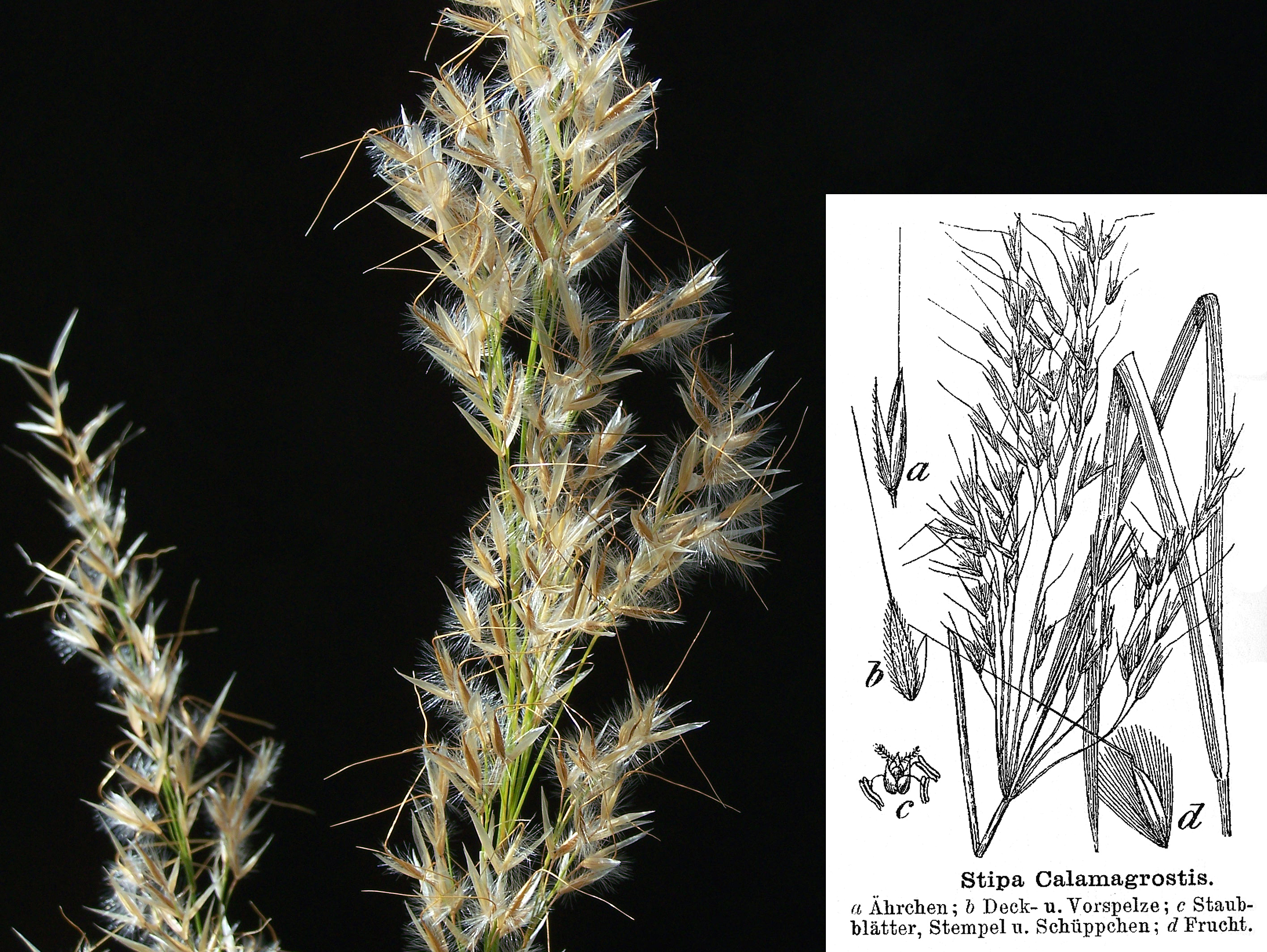
Infiorescenza
Achnatherum calamagrostis

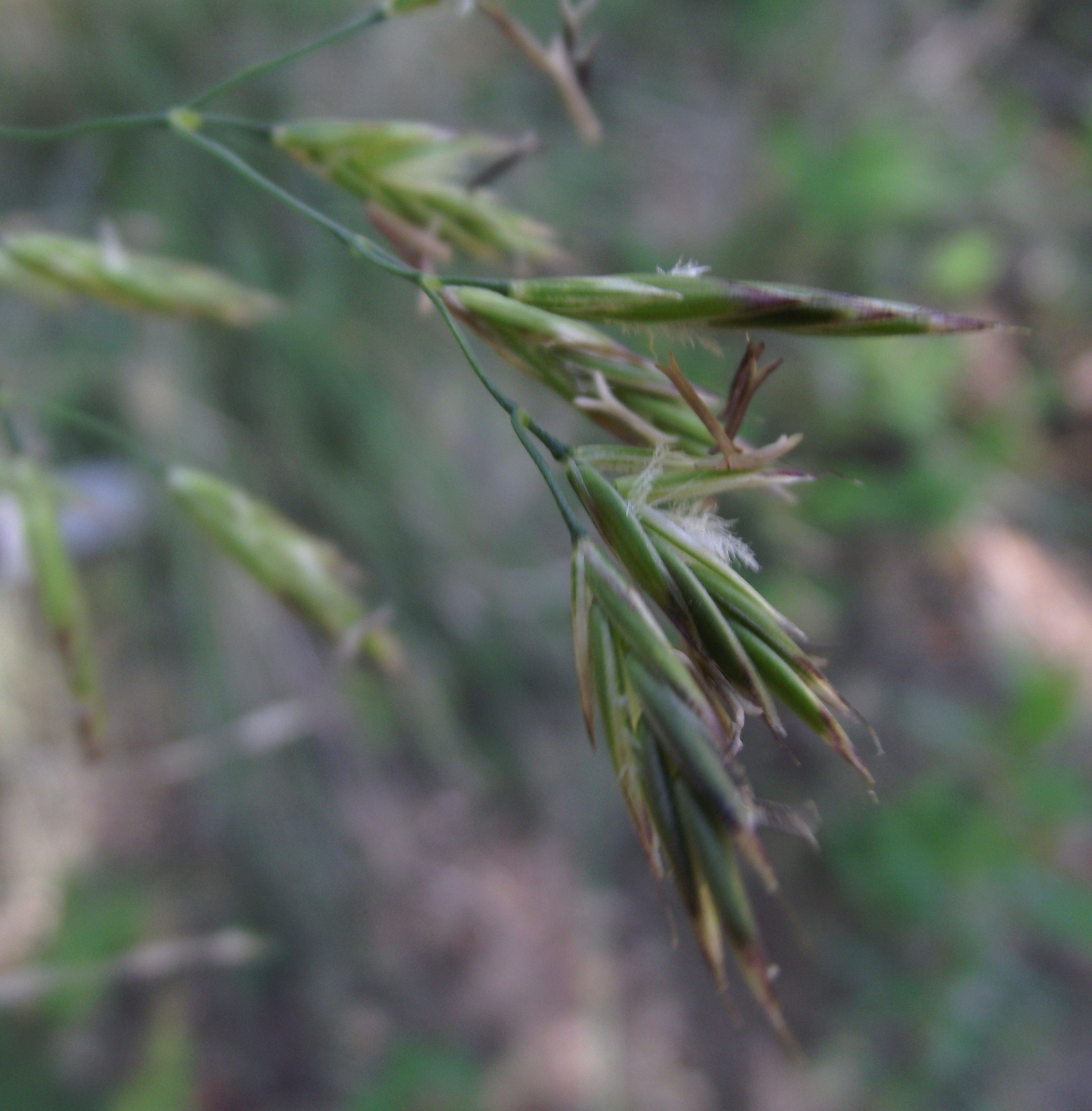
I fiori
Achnatherum lemmonii

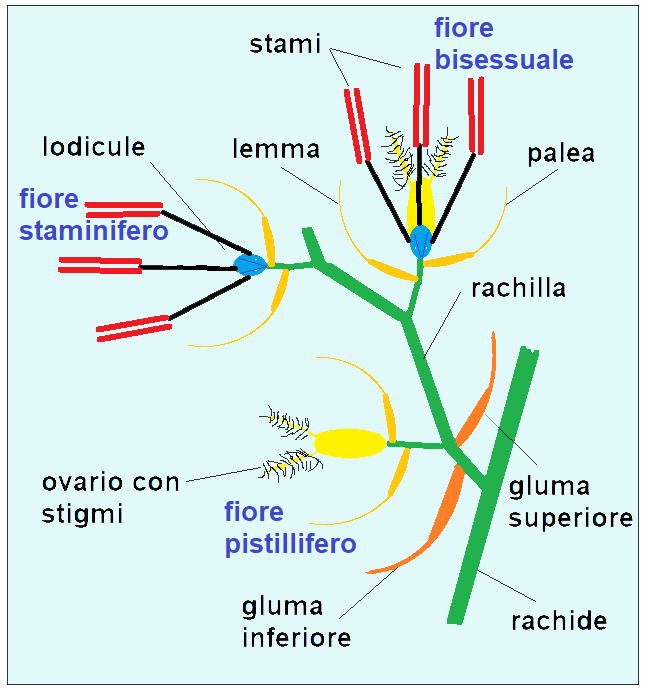
Spighetta generica con tre fiori diversi

- Il portamento di queste piante è cespitoso (annuale in Stipellula). Alcune specie hanno le basi nodose con culmi che si diramano dai nodi superiori. I culmi sono cavi a sezione più o meno rotonda. In queste piante non sono presenti i micropeli. Altezza massima: 2,5 metri (Celtica).[1][2][3][4][5][6][7]
- Le foglie lungo il culmo sono disposte in modo alterno, sono distiche e si originano dai vari nodi. Sono composte da una guaina, una ligula e una lamina. Le venature sono parallelinervie. Non sono presenti i pseudopiccioli e, nell'epidermide delle foglia, le papille.
  - Guaina: la guaina è abbracciante il fusto e priva di auricole.
  - Ligula: la ligula è membranosa e a volte è cigliata.
  - Lamina: la lamina ha delle forme generalmente setoloso-lineari e piatte (rigide e scabrose in Oloptum).

- Infiorescenza principale (sinfiorescenza o semplicemente spiga): le infiorescenze, ascellari e terminali, in genere non sono ramificate e sono formate da alcune spighette ed hanno la forma di una pannocchia aperta o contratta. La fillotassi dell'inflorescenza inizialmente è a due livelli, anche se le successive ramificazioni la fa apparire a spirale.
- Infiorescenza secondaria (o spighetta): le spighette, generalmente compresse dorsalmente o fusiformi, sottese da due brattee distiche e strettamente sovrapposte chiamate glume (inferiore e superiore), sono formate da un fiore. Possono essere presenti dei fiori sterili; in questo caso sono in posizione distale rispetto a quelli fertili. Alla base di ogni fiore sono presenti due brattee: la palea e il lemma. La disarticolazione avviene con la rottura della rachilla sopra le glume persistenti. La rachille non si estende oltre ai fiori.
  - Glume: le glume, con forme da lanceolate a ellittico-oblunghe, hanno degli apici da acuti a acuminati; sono membranose con 3 - 5 venature longitudinali.
  - Plaea: la palea è un profillo con due venature ed è cigliata.
  - Lemma: il lemma, con forme lanceolate e affusolate ha una consistenza cartacea o coriacea; i margini non sono sovrapposti; l'apice è privo di una corona di ciglia e a volte è bidentato; le punte sono persistenti e non sono fortemente attorcigliate, ma diritte, flessuose o ginocchiate. La pubescenza può essere brunastra.

- I fiori fertili sono attinomorfi formati da 3 verticilli: perianzio ridotto, androceo  e gineceo.

- Formula fiorale:

- , P 2, A (1-)3(-6), G (2–3) supero, cariosside.

- Il perianzio è ridotto e formato da due-tre lodicule lanceolate, delle squame traslucide, poco visibili (forse relitto di un verticillo di 3 sepali). Le lodicule sono membranose e non vascolarizzate.

- L'androceo è composto da 3 stami (uno in  Anemanthele ) ognuno con un breve filamento libero, una antera sagittata e due teche. Le antere sono basifisse con deiscenza laterale, e spesso hanno dei ciuffi di peli all'apice. Il polline è monoporato.

- Il gineceo è composto da 3-(2) carpelli connati formanti un ovario supero. L'ovario, glabro, ha un solo loculo con un solo ovulo subapicale (o quasi basale). L'ovulo è anfitropo e semianatropo e tenuinucellato o crassinucellato. Lo stilo, breve, è unico con due stigmi papillosi e distinti.

- I frutti sono del tipo cariosside, ossia sono dei piccoli chicchi indeiscenti, con forme ovoidali, nei quali il pericarpo è formato da una sottile parete che circonda il singolo seme. In particolare il pericarpo è fuso al seme ed è aderente. L'endocarpo non è indurito e l'ilo è lungo e lineare. L'embrione è piccolo e provvisto di epiblasto ha un solo cotiledone altamente modificato (scutello senza fessura) in posizione laterale. I margini embrionali della foglia non si sovrappongono.

## Biologia
Come gran parte delle Poaceae, le specie di questo genere si riproducono per impollinazione anemogama. Gli stigmi più o meno piumosi sono una caratteristica importante per catturare meglio il polline aereo. 
La dispersione dei semi avviene inizialmente a opera del vento (dispersione anemocora) e una volta giunti a terra grazie all'azione di insetti come le formiche (mirmecoria).

## Distribuzione e habitat
La distribuzione delle specie di questo gruppo è fondamentalmente cosmopolita.

## Tassonomia
La famiglia delle Poacee comprende circa 800 generi e oltre 9.000 specie. È una delle famiglie più numerose e più importanti del gruppo delle monocotiledoni. La famiglia è suddivisa in 12 sottofamiglie, questo gruppo fa parte della sottofamiglia Pooideae, tribù Stipeae.

### Filogenesi
Questo clade insieme ad altri 6 cladi forma la tribù Stipeae Dumort.. La tribù fa parte della supertribù Stipodae L. Liu, 1980. La supertribù Stipodae è il quarto nodo della sottofamiglia Pooideae ad essersi evoluto (gli altri tre sono la tribù Brachyelytreae, e le supertribù Nardodae e Melicodae).
Il "Clade IV A" fa parte del "Clade IV", un gruppo formato da tre cladi ("A", "B" e "C") e denominato "Achnatheroid grasses" caratterizzato dalla seguente sinapomorfia: il lemma è formato da cellule isodiametriche o più larghe che lunghe. Il "Clade IV A" inoltre rappresenta il "core" del gruppo individuato dal seguente carattere: le glume sono più lunghe del fiore corrispondente.
Il genere Achnatherum è polifiletico; Achnatherum s.s. comprende solo sezioni Achnatherum, Achnatheropsis e Aristella; altre sezioni come Tomouria, Eriocoma e Pseudoeriocoma sono descritte all'interno di altri gruppi. L'alto numero di cromosomi (96) presenti nella specie Celtica gigantea indica una possibile origine allopoliploide. In altre ricerche in questo clade è compreso anche il gruppo "Melicea" comprendente le specie Piptatherum miliaceum e P. thomasii nella posizione di "gruppo fratello" delle specie del genere Achnatherum.
In questo gruppo sono presenti le seguenti sinapomorfie:
- Anemanthele: stame unico.
- Austrostipa: il lemma a maturità è scuro per peli bruni.
- Celtica: la venatura della palea si estende fino alle punte.

I numeri cromosomico per questo gruppo sono: 2n = 28 e 36 (Achnatherum); 2n = 40 - 44 ( Anemanthele ); 2n = 96 (Celtica); 2n = 24 (Oloptum); 2n = 36 (Stipellula).
Il cladogramma seguente tratto dallo studio citato e semplificato presenta una possibile struttura evolutiva di questo gruppo.
|  | Anemanthele lessoniana |
|  |                        |
|  | Austrostipa            |
|  |                        |

|  | Stipellula                                                 |
|  |                                                            |
|  | \| \| (Miliacea) \| \| \| \| \| \| Achnatherum \| \| \| \| |
|  |                                                            |
|  | (Miliacea)                                                 |
|  |                                                            |
|  | Achnatherum                                                |
|  |                                                            |

|  | (Miliacea)  |
|  |             |
|  | Achnatherum |
|  |             |

|  | Anemanthele lessoniana |
|  |                        |
|  | Austrostipa            |
|  |                        |

|  | Stipellula                                                 |
|  |                                                            |
|  | \| \| (Miliacea) \| \| \| \| \| \| Achnatherum \| \| \| \| |
|  |                                                            |
|  | (Miliacea)                                                 |
|  |                                                            |
|  | Achnatherum                                                |
|  |                                                            |

|  | (Miliacea)  |
|  |             |
|  | Achnatherum |
|  |             |

|  | Anemanthele lessoniana |
|  |                        |
|  | Austrostipa            |
|  |                        |

|  | Stipellula                                                 |
|  |                                                            |
|  | \| \| (Miliacea) \| \| \| \| \| \| Achnatherum \| \| \| \| |
|  |                                                            |
|  | (Miliacea)                                                 |
|  |                                                            |
|  | Achnatherum                                                |
|  |                                                            |

|  | (Miliacea)  |
|  |             |
|  | Achnatherum |
|  |             |

|  | Anemanthele lessoniana |
|  |                        |
|  | Austrostipa            |
|  |                        |

|  | Stipellula                                                 |
|  |                                                            |
|  | \| \| (Miliacea) \| \| \| \| \| \| Achnatherum \| \| \| \| |
|  |                                                            |
|  | (Miliacea)                                                 |
|  |                                                            |
|  | Achnatherum                                                |
|  |                                                            |

|  | (Miliacea)  |
|  |             |
|  | Achnatherum |
|  |             |

### Generi del clade
Il clade si compone di 6 generi e 89 specie:
| Genere                                       | Specie                                                        | Distribuzione e habitat                  |
| -------------------------------------------- | ------------------------------------------------------------- | ---------------------------------------- |
| Achnatherum P. Beauv. s.s., 1812             | 21                                                            | Asia                                     |
| Anemanthele Veldkamp, 1985                   | Una specie: Anemanthele lessoniana (Steud.) Veldkamp          | Nuova Zelanda                            |
| Austrostipa S.W.L. Jacobs e J. Everett, 1996 | 63                                                            | Australasia                              |
| Celtica F.M. Yàzquez & Barkworth, 2004       | Una specie: Celtica gigantea (Link) F. M. Vazquez e Barkworth | Penisola Iberica e Africa settentrionale |
| Oloptum M. Ròser e H. R. Hamasha, 2012       | Una specie: Oloptum miliaceum (L.) Roser e H. R. Hamasha      | Cosmopolita                              |
| Stipellula M. Ròser, 2012                    | 2                                                             | Mediterraneo                             |

### Specie presenti in Italia
Nella flora spontanea italiana sono presenti le seguenti specie di questo gruppo:
- Achnatherum bromoides (L.) P. Beauv. (Stipa bromoides nella Flora d'Italia)
- Achnatherum calamgrostis (L.) P. Beauv.

Sul territorio italiano è presente anche al specie Achnatherum caudatum (Trin.) S.W.L. Jacobs & Everett, ma è considerata "esotica naturalizzata".